# Dragon Khan
Dragon Khan is een stalen achtbaan in het Spaanse pretpark PortAventura Park. De achtbaan bevat zittreintjes met een maximum van 3 treinen die tegelijk op het traject kunnen rijden. Dragon Khan heeft 8 inversies, wat een wereldrecord was tot 2002. Het record werd gebroken toen de achtbaan Colossus in Thorpe Park (Verenigd Koninkrijk) opende. Deze had 10 inversies.

## Geschiedenis
De attractie werd gebouwd door B&M en opende op 2 mei 1995. Het was een van de twee achtbanen die PortAventura had bij de opening van het park, gesitueerd in de themazone "China", helemaal op het einde van het park. De baan heeft een rode kleur en de pijlers zijn pastelblauw. De drie treinen zijn appelblauw, zeegroen en paars (waarvan de derde slechts bij drukke momenten wordt gebruikt of in geval van problemen met de andere treinen). Elke trein heeft zeven wagentjes van vier zitplaatsen (naast elkaar) wat een totaal van 28 plaatsen oplevert per trein. Dragon Khan was volgens de Chinese mythologie de reïncarnatie van de slechte prins Hu uit Peking.
Dragon Khan is te zien van overal in het park, vanuit de naburige hotels en vanuit de naburige plaatsen Salou, Reus en Vila-Seca.

## Rit
Na het instappen wordt de trein via een kleine val op de lifthelling gebracht om zo tot het hoogste punt te klimmen. Hierna stort de trein zich richting de aarde om dan weer in een looping te komen. Na het eerste deel wordt de trein lichtjes afgeremd om zo aan het tweede deel te beginnen. Hier wordt ook een foto genomen van de bezoekers. Op het einde wordt de trein volledig afgeremd, wat soms nogal ruw is.

## Trivia
- De attractie heeft een express-ingang voor houders van deze pas.